# 羅梓駿
羅梓駿（Law Tsz Chun，1997年3月2日—），生於香港，香港足球運動員，司職後衛，現時效力香港超級聯賽球會傑志。

## 球員生涯
羅梓駿生於香港，於2008年5月加入傑志足球學校接受正規訓練，直到2015年7月獲傑志以職業球員合約，簽下四名連同羅梓駿在內的年輕球員，而他更在2015年10月28日對元朗的菁英盃分組賽，於70分鐘後備入替，職業生涯首度登場，最終協助傑志以4–1勝出，到2016年4月23日，羅梓駿成為首位傑志足球學校學員，完成全場頂級聯賽的90分鐘賽事可謂一時佳話，到2017年2月他代表傑志出戰亞冠盃外圍賽並於作客韓職球會蔚山現代時後備上陣，可惜傑志最終於互射12碼階段輸3–4出局，無緣晉級亞冠盃分組賽再創歷史。
到2017年7月，羅梓駿為尋求更多上陣機會外借到夢想FC，惟季前他在與香港飛馬的友賽中，受傷右手手臂骨需接受駁骨手術，錯過季初幾場賽事後，他在9月10日對母會的第二輪聯賽復出，惟夢想FC最終作客以0–7落敗，而復出後他已站穩正選左翼衛位置。
2018/19球季，羅梓駿回到傑志，並獲得不少上陣機會，協助球隊取得社區盃、銀牌與足總盃的冠軍。
2019年7月24日，羅梓駿於賽馬會傑志中心盃對陣英超冠軍曼城，攻入職業生涯首球亦是該場賽事傑志唯一入球
2019/20球季，羅梓駿於傑志站穩正選，協助球隊取得聯賽與菁英盃的冠軍。
2022年，傑志出戰亞冠盃分組賽，小組4戰7分排第2，晉身16強。羅梓駿於第三仗險勝清萊聯3：2的比賽中，射入最關鍵一球。
2023年3月15日，羅梓駿為傑志上陣第100場賽事。

## 國際賽生涯
於2017年12月13日，羅梓駿首度獲香港代表隊徵召，參與第40屆省港盃的初選名單。
2019年9月10日，香港代表隊於香港大球場出戰世界盃亞洲區外圍賽，主場力戰伊朗隊終以0：2告負，羅梓駿迎來大港腳「地標戰」。
2019年12月，羅梓駿入選香港代表隊，出戰2019年東亞足球錦標賽決賽週。
2022年9月21日，香港代表隊於旺角大球場以2：0擊敗緬甸隊，羅梓駿射入其大港腳首個入球。
2023年12月，羅梓駿入選香港隊出戰亞洲盃的決選名單。

## 國際賽事紀錄
- 僅列出國際A級比賽

| 上陣次數 | 時間           | 地點                    | 對手   | 比數 | 賽事性質                 | 入球 (累計) |
| -------- | -------------- | ----------------------- | ------ | ---- | ------------------------ | ----------- |
| 1        | 2019年9月10日  | 香港 香港大球場         | 伊朗   | 0–2  | 2022年世界盃亞洲區外圍賽 | 0 (0)       |
| 2        | 2019年10月11日 | 伊拉克 巴士拉體育城     | 伊拉克 | 0–2  | 2022年世界盃亞洲區外圍賽 | 0 (0)       |
| 3        | 2019年11月14日 | 香港 香港大球場         | 巴林   | 0–0  | 2022年世界盃亞洲區外圍賽 | 0 (0)       |
| 4        | 2019年11月19日 | 香港 香港大球場         | 柬埔寨 | 2–0  | 2022年世界盃亞洲區外圍賽 | 0 (0)       |
| 5        | 2019年12月11日 | 南韓 釜山亞運會主競技場 |        | 0–2  | 2019年東亞足球錦標賽     | 0 (0)       |
| 6        | 2019年12月14日 | 南韓 釜山亞運會主競技場 | 日本   | 0–5  | 2019年東亞足球錦標賽     | 0 (0)       |
| 7        | 2019年12月18日 | 南韓 釜山亞運會主競技場 | 中國   | 0–2  | 2019年東亞足球錦標賽     | 0 (0)       |
| 8        | 2021年6月15日  | 巴林 巴林國家體育場     | 巴林   | 0–4  | 2022年世界盃亞洲區外圍賽 | 0 (0)       |

## 榮譽
傑志
- 香港聯賽盃冠軍（2015–16季度）
- 香港高級組銀牌冠軍（2016–17、2018–19、2022–23季度）
- 香港超級聯賽冠軍（2016–17、2019–20、2020–21、2022–23季度）
- 香港足總盃冠軍（2016–17、2018–19季度）
- 香港菁英盃冠軍（2019–20季度）

香港代表隊
- 省港盃冠軍（2019年）

## 外部連結
- 香港足球總會網頁球員資料 （页面存档备份，存于）